# Fermín Aldeguer

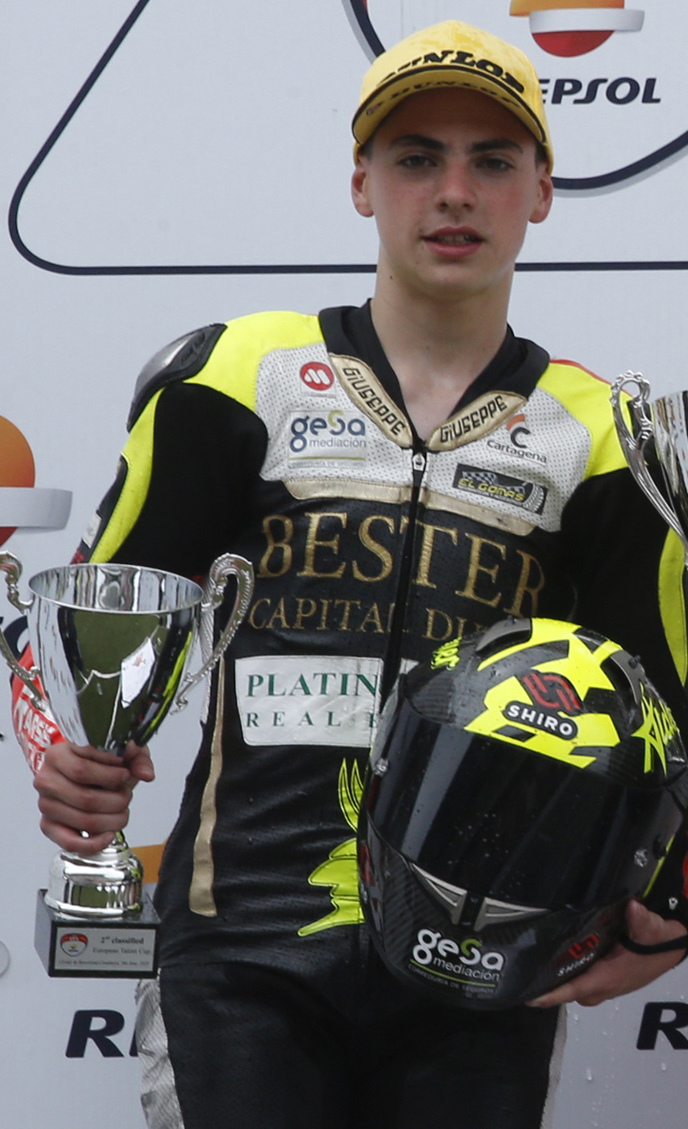
Fermín Aldeguer op het Circuit de Barcelona-Catalunya in 2019.

Fermín Aldeguer Mengual (Murcia, 5 april 2005) is een Spaans motorcoureur. In 2021 werd hij kampioen in het Spaanse Moto2-kampioenschap.

## Carrière
Aldeguer maakte zijn motorsportdebuut op zesjarige leeftijd. In 2014 behaalde hij zijn eerste titel in de 110cc-klasse van de Levante MiniGP. Dat jaar nam hij ook deel aan de Cuna de Campeones. In 2016 behaalde hij de titel in zowel de MiniGP 140-klasse van de Copa Levante als in de MaxiGP 220 XL-klasse van het regionale kampioenschap van Murcia. In 2017 won hij de PreMoto4-klasse van de Cuna de Campeones, de Copa Levante en het regionale kampioenschap van Murcia.
In 2018 stapte Aldeguer over naar de European Talent Cup, waarin hij op een Honda ging rijden. Hij behaalde twee podiumplaatsen op het Autódromo do Estoril en het Circuito de Albacete. Met 58 punten werd hij tiende in het klassement. In 2019 stond hij drie keer op het podium: tweemaal op het Circuit Ricardo Tormo Valencia en eenmaal op het Circuit de Barcelona-Catalunya. Met 126 punten werd hij achter Izan Guevara en Iván Ortolá derde in het kampioenschap.
In 2020 maakte Aldeguer de overstap naar het Spaanse Moto2-kampioenschap, waarin hij op een Yamaha reed. Binnen dit kampioenschap nam hij deel aan de Superstock 600-klasse. Hier behaalde hij zeven zeges uit elf races, waardoor hij met 246 punten kampioen werd. In de hoofdklasse waren twee zevende plaatsen op het Autódromo Internacional do Algarve en Valencia zijn beste resultaten, zodat hij met 61 punten als tiende in het klassement eindigde.
In 2021 reed Aldeguer in de hoofdklasse van de Spaanse Moto2 op een Boscoscuro. Hij behaalde negen overwinningen en twee tweede plaatsen uit elf races en werd zo met 265 punten kampioen in de klasse. Tevens debuteerde hij in de MotoE-klasse van het wereldkampioenschap wegrace bij het OpenBank Aspar Team. Hij behaalde een pole position in Oostenrijk en behaalde hier ook zijn beste race-uitslag met een vierde plaats. Met 51 punten werd hij negende in dit kampioenschap. Tevens reed hij in acht races van het WK Moto2 voor Speed Up Racing, vier als vervanger van de geblesseerde Yari Montella en vier als zijn permanente vervanger na diens ontslag. Een zevende plaats in Aragón was zijn beste resultaat, waardoor hij met 13 punten op plaats 25 eindigde.
In 2022 reed Aldeguer zijn eerste volledige seizoen in het WK Moto2 voor Speed Up. Hij behaalde twee pole positions in Argentinië en Australië, maar in de races kwam hij niet verder dan twee vierde plaatsen in Australië en Valencia. Met 80 punten werd hij vijftiende in de eindstand.
In 2023 bleef Aldeguer actief in het WK Moto2 bij Speed Up. Hij behaalde zijn eerste Grand Prix-overwinning in Groot-Brittannië.

## Statistieken

### Grand Prix

#### Per seizoen
| Seizoen | Klasse | Motor      | Team                      | Races | Winst | Podiums | Poles | SR | Ptn | Pos |
| ------- | ------ | ---------- | ------------------------- | ----- | ----- | ------- | ----- | -- | --- | --- |
| 2021    | MotoE  | Energica   | OpenBank Aspar Team       | 7     | 0     | 0       | 1     | 0  | 51  | 9e  |
| 2021    | Moto2  | Boscoscuro | Speed Up Racing           | 8     | 0     | 0       | 0     | 0  | 13  | 25e |
| 2022    | Moto2  | Boscoscuro | Speed Up Racing           | 20    | 0     | 0       | 2     | 0  | 80  | 15e |
| 2023    | Moto2  | Boscoscuro | Speed Up Racing           | 20    | 5     | 7       | 3     | 4  | 212 | 3e  |
| 2024    | Moto2  | Boscoscuro | Sync SpeedUp              | 19    | 3     | 5       | 3     | 2  | 182 | 5e  |
| 2025*   | MotoGP | Ducati     | BK8 Gresini Racing MotoGP | 13    | 0     | 2       | 0     | 0  | 121 | 8e  |
| Totaal  | Totaal | Totaal     | Totaal                    | 87    | 8     | 14      | 9     | 6  | 659 |     |

#### Per klasse
| Klasse | Seizoenen  | 1e GP         | 1e podium             | 1e winst              | Races | Winst | Podiums | Poles | SR | Ptn | Kampioen |
| ------ | ---------- | ------------- | --------------------- | --------------------- | ----- | ----- | ------- | ----- | -- | --- | -------- |
| MotoE  | 2021       | Spanje 2021   |                       |                       | 7     | 0     | 0       | 1     | 0  | 51  | 0        |
| Moto2  | 2021-2024  | Italië 2021   | Groot-Brittannië 2023 | Groot-Brittannië 2023 | 67    | 8     | 12      | 8     | 6  | 487 | 0        |
| MotoGP | 2025-heden | Thailand 2025 | Frankrijk 2025        |                       | 13    | 0     | 2       | 0     | 0  | 121 | 0        |
| Totaal | 2021-heden | 2021-heden    | 2021-heden            | 2021-heden            | 87    | 8     | 14      | 9     | 6  | 659 | 0        |

#### Races per jaar
(vetgedrukt betekent pole positie; cursief betekent snelste ronde; 1–9 betekent positie in de sprintrace)
| Jaar | Klasse | Motor      | 1       | 2      | 3       | 4       | 5        | 6       | 7       | 8       | 9       | 10       | 11     | 12      | 13      | 14      | 15     | 16      | 17      | 18      | 19     | 20    | 21  | 22  | Pos | Ptn  |
| ---- | ------ | ---------- | ------- | ------ | ------- | ------- | -------- | ------- | ------- | ------- | ------- | -------- | ------ | ------- | ------- | ------- | ------ | ------- | ------- | ------- | ------ | ----- | --- | --- | --- | ---- |
| 2021 | MotoE  | Energica   | SPA DNF | FRA 15 | CAT 6   | NED 7   | OOS 4    | SMR1 7  | SMR2 7  |         |         |          |        |         |         |         |        |         |         |         |        |       |     |     | 9   | 51   |
| 2021 | Moto2  | Boscoscuro | QAT     | DOH    | POR     | SPA     | FRA      | ITA 12  | CAT     | DUI DNF | NED     | STI      | OOS    | GBR 16  | ARA 7   | SMR     | AME 21 | EMI 16  | ALG 16  | VAL 17  |        |       |     |     | 25  | 13   |
| 2022 | Moto2  | Boscoscuro | QAT 16  | INA 7  | ARG DNF | AME DNF | POR 7    | SPA DNF | FRA DNF | ITA 14  | CAT 15  | DUI 5    | NED 11 | GBR 15  | OOS DNF | SMR DNF | ARA 6  | JPN DNF | THA DNF | AUS 4   | MAL 10 | VAL 4 |     |     | 15  | 80   |
| 2023 | Moto2  | Boscoscuro | POR 13  | ARG 15 | AME 6   | SPA 10  | FRA 8    | ITA DNF | DUI 8   | NED 4   | GBR 1   | OOS 9    | CAT 13 | SMR DNF | IND 12  | JPN 22  | INA 3  | AUS 3   | THA 1   | MAL 1   | QAT 1  | VAL 1 |     |     | 3   | 212  |
| 2024 | Moto2  | Boscoscuro | QAT 16  | POR 4  | AME 3   | SPA 1   | FRA 7    | CAT DNF | ITA DNF | NED 2   | DUI 1   | GBR 12   | OOS 20 | ARA DNF | SMR 6   | EMI 5   | INA 4  | JPN 12  | AUS 1   | THA DNF | MAL    | SOL 9 |     |     | 5   | 182  |
| 2025 | MotoGP | Ducati     | THA 13  | ARG 16 | AME DNF | QAT 54  | SPA DNF5 | FRA 3   | GBR 8   | ARA 63  | ITA 129 | NED DNF7 | DUI 5  | TSJ 11  | OOS 26  | HON     | CAT    | SMR     | JPN     | INA     | AUS    | MAL   | POR | VAL | 8*  | 121* |

* Seizoen nog bezig.